# Stojan Kitov
Stoyan ou Stojan Kirilov Kitov (bulgare : Стоян Кирилов Китов), né le 27 août 1938 à Sofia en Bulgarie, est un joueur de football international bulgare, qui évoluait au poste de milieu de terrain.

## Biographie

### Carrière en sélection
Avec l'équipe de Bulgarie, il dispute 21 matchs (pour un but inscrit) entre 1959 et 1966. Il figure notamment dans le groupe des sélectionnés lors des Coupes du monde de 1962 et de 1966 (sans toutefois jouer de match).
Il participe également aux Jeux olympiques de 1960, disputant une rencontre face à la Turquie.